# Marc Rostan

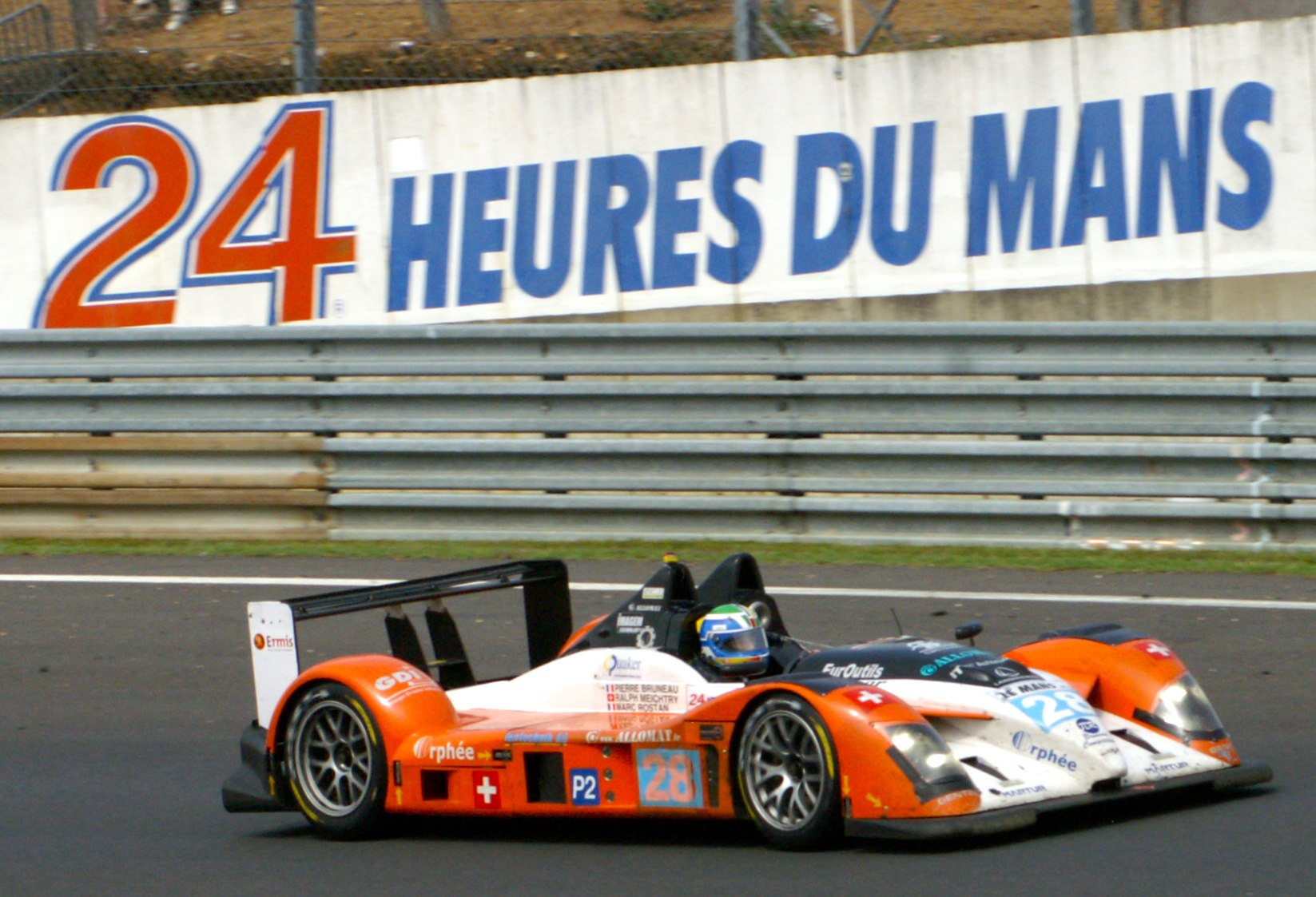
Marc Rostan am Steuer eines Radical SR9, beim 24-Stunden-Rennen von Le Mans 2010

Marc Rostan (* 30. November 1963 in Paris) ist ein ehemaliger französischer  Autorennfahrer.

## Karriere im Motorsport
Marc Rostan begann seine Monoposto-Karriere 1990 in der Französischen Formel-3-Meisterschaft. Vier Jahre war er ohne nennenswerte Erfolge in dieser Rennformel aktiv, ehe er 1994 in die Internationale Formel-3000-Meisterschaft wechselte. Rostan bestritt nur wenige Rennen dieser Meisterschaft und beendete Ende der Saison 1996 seine Monoposto-Aktivitäten.
Seit 1994 fährt der Franzose GT- und Sportwagenrennen. Zwischen 1995 und 2012 war er elfmal beim 24-Stunden-Rennen von Le Mans am Start. Seine beste Platzierung im Gesamtklassement war der 17. Rang 1999. 2004 und 2006 war er Gesamtdritter der LMP2-Klasse der European Le Mans Series.
Rostan ist nach wie vor als Fahrer aktiv und fährt seit einigen Jahren ausgewählte Rennen der Blancpain Endurance Series.

## Statistik

### Le-Mans-Ergebnisse
| Jahr | Team                       | Fahrzeug             | Teamkollege      | Teamkollege          | Platzierung     | Ausfallgrund       |
| ---- | -------------------------- | -------------------- | ---------------- | -------------------- | --------------- | ------------------ |
| 1995 | Welter Racing              | WR LM94              | Pierre Petit     | Patrick Gonin        | Ausfall         | Unfall             |
| 1996 | Welter Racing              | WR LM96              | Pierre Petit     | Patrick Gonin        | Ausfall         | Technischer Defekt |
| 1999 | Paul Belmondo Racing       | Chrysler Viper GTS-R | Paul Belmondo    | Tiago Monteiro       | Rang 17         |                    |
| 2005 | Pir Competition            | Pilbeam MP93         | Pierre Bruneau   | Philippe Haezebrouck | Ausfall         | Technischer Defekt |
| 2006 | Pir Competition            | Pilbeam MP93         | Simon Pullan     | Chris MacAllister    | nicht klassiert |                    |
| 2007 | Pierre Bruneau             | Pilbeam MP93         | Gavin Pickering  | Chris MacAllister    | Ausfall         | Unfall             |
| 2008 | Team Bruichladdich Radical | Radical SR9          | Gunnar Jeannette | Ben Devlin           | Rang 31         |                    |
| 2009 | Team Bruichladdich Radical | Radical SR9          | Pierre Bruneau   | Tim Greaves          | Ausfall         | Technischer Defekt |
| 2010 | Race Performance AG        | Radical SR9          | Pierre Bruneau   | Ralph Meichtry       | Rang 18         |                    |
| 2011 | Race Performance AG        | Oreca 03             | Michel Frey      | Ralph Meichtry       | Rang 19         |                    |
| 2012 | Gulf Racing Middle East    | Lola B12/80          | Keiko Ihara      | Jean-Denis Delétraz  | Ausfall         | Unfall             |